# Castel Vasio
Castel Vasio ist eine Höhenburg im Nonstal im Trentino, Italien.

## Lage
Die Burg liegt in isolierter Lage im oberen Nonstal in Luftlinie etwa 800 m südsüdwestlich des Ortskerns von Vasio und 600 m südsüdöstlich der Ortschaft Brez. Sie wurde auf einer steil abfallenden Anhöhe im Val Scura auf einer Höhe von 756 m s.l.m. auf der orographisch linken Uferseite des Torrente Novella errichtet. Die tief ausgewaschene Schlucht des Novella dient als zusätzliches natürliches Hindernis, die die Anlage auf ihrer Nord- und Westseite schützt. An Castel Vasio führt eine alte und wahrscheinlich bereits von den Römern genutzte Straße vorbei, die unterhalb der Burg mit Hilfe einer Brücke auf die andere Uferseite des Novella in Richtung Brez, Arsio sowie zum Castello di Sant’Anna führt.
Der aussichtsreiche Burghügel ist an seiner Ostseite von landwirtschaftlich genutzten Flächen umgeben, die in der Vergangenheit für den Weinbau bekannt waren, da sie das einzige Weinbaugebiet in der Pieve von Fondo waren.

## Geschichte
Der Bau gehörte ursprünglich, wie viele andere Burgen im Tal, den Grafen von Eppan. Letztere waren zwischen dem 12. und 13. Jahrhundert nachweislich auch in der Pieve von Fondo präsent, in deren Gebiet die Burg liegt. Über die Baugeschichte der Anlage ist dennoch wenig bekannt. Die möglicherweise bereits im 12. Jahrhundert errichtete Burg entstand zur Kontrolle der an ihr vorbeiführenden Straße über den Novella und diente zugleich als Straßenzollstation.
Die erste urkundliche Erwähnung als Castrum de Vaz erfolgte 1237, als Graf Egno II. von Eppan nach dem Tod seines Onkels Graf Ulrich III. und Vormund seiner Cousins Georg und Friedrich IV. die Burg und den umliegenden Besitz als Erbverwalter an einen Berthold von Cloz verlehnte. 1248 übertrugen die Brüder Georg und Friedrich IV. von Eppan den Besitz zusammen mit dem im Etschtal liegenden Schloss Königsberg an Egno II., der zwei Jahre später das Amt des Fürstbischofs von Trient antrat. Mit dem Tod des Fürstbischofs Egno von Eppan, fiel Castel Vasio 1273 an das Hochstift Trient.
Bewohnt wurde der Bau von einer Familie aus Vasio, die damit zu bischöflichen Ministerialen wurden und den Namen di Vasio annahmen. 1391 erneuerte Fürstbischof Georg von Liechtenstein gegenüber Morandus von Vasio das Lehen. Der letzte lebende Herr von Vasio, Sigismund von Vasio ist letztmals 1430 dokumentiert. Unter seiner Herrschaft wurde die Burg im Zuge der zwischen 1418 und 1420 ausgetragenen Spaurer Fehde von den Truppen des Peter von Spaur eingenommen. Im Dezember 1420 musste der Spaurer die Burg wieder an Sigismund von Vasio übergeben.
Nach dem Erlöschen des Geschlechts der Vasio, Sigismund war nach Inama bereits vor 1446 verstorben, wechselte Castel Vasio im Laufe des 15. und 16. Jahrhunderts mehrmals den Besitzer. 1451 belehnte zunächst Bischof Georg III. Hack seinen Bruder Happe mit der Burg. Nach dem Tod Happes veräußerten seine Brüder den Besitz in Vasio zusammen mit Castel Campo in den Äußeren Judikarien 1486 an Gregor Trapp. 1490 wurde der Trapp von Fürstbischof Ulrich von Frundsberg mit Castel Vasio belehnt. Nach Gorfer wurde der vormals verlassene und heruntergekommene Bau von Gregor Trapp restauriert. 1518 verkaufte der Trapp die Burg an Balthasar von Cles, Bruder des Fürstbischofs Bernhard von Cles sowie Hauptmann des Nons- und Sulzberges. Im Dezember des gleichen Jahres belehnte Bernhard von Cles seinen Bruder mit der Burg. Aber bereits 12 Jahre später wurde Castel Vasio an Giovanni Antonio von Malosco veräußert. In einem Schreiben an seinen Bruder Bernhard von Cles rechtfertigte Balthasar den Verkauf damit, dass die Burg einzustürzen drohe und ein Einsturz nur mit erheblichen finanziellen Aufwand verhindert werden könne. Noch im gleichen Jahr wurde der Malosco und seine Erben vom Bischof mit der Burg belehnt.
Aber auch die Malosco gaben die Burg wieder ab und Nicolò, der Sohn von Giovanni Antonio, verkaufte sie 1561 an Cristofero Oliviero d’Arsio. Das Geschlecht nahm in Folge eine Namens- und Wappenvereinigung vor, der nach Brentari von ihnen zu Arz von Vasegg eingedeutscht wurde. Die Arz von Vasegg hielten Vasio als bischöfliches Lehen, getrennt von ihren landesfürstlichen Lehen in Arsio und Castelfondo bis ins 19. Jahrhundert. Im 18. Jahrhundert wurde der erneut von Einsturz bedrohte Bau zunächst von Anton und 1761 von Felix von Arz restauriert, woran zwei erhaltene Gedenksteine erinnern.
Nach dem Tod von Felix von Arz 1782, der zugleich der letzte bischöfliche Hauptmann des Nons- und Sulzberges war, verfiel die Burg. 1878 kaufte Battista Rizzi die Ruine. Unter seiner Regie wurden der Bau weitgehend abgetragen und die Reste in einem dort neu errichteten Bauernhaus integriert. Zu Beginn der 2000er Jahre wurde der seit Jahren leerstehende und heruntergekommene Besitz umfassend restauriert. Teile der ehemaligen Burganlage werden seit der Restaurierung als Beherbergungsbetrieb genutzt.

## Beschreibung

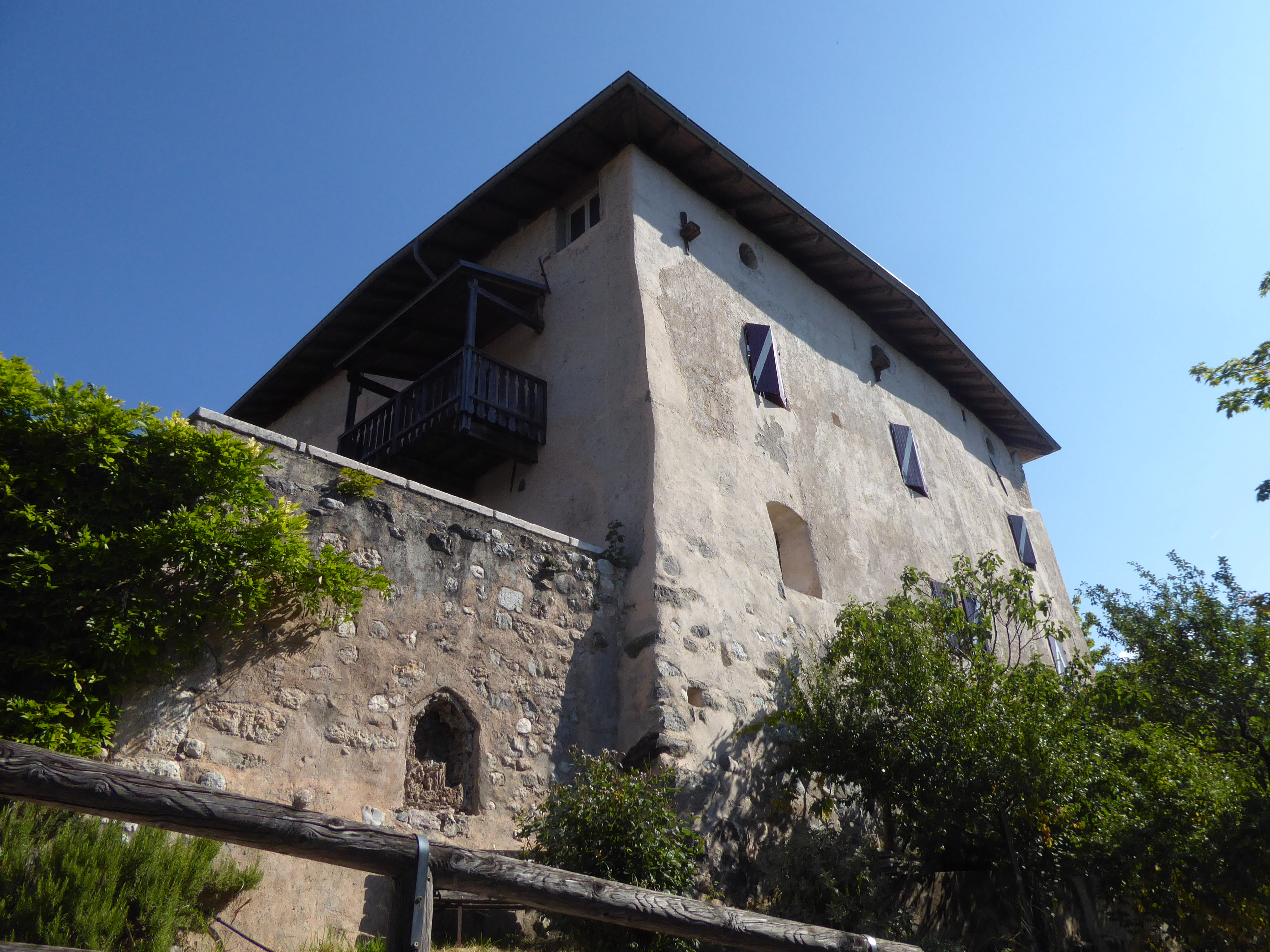
Ost- und Südseite

Nach den in der zweiten Hälfte des 19. Jahrhunderts durchgeführten Umbauten, blieb von der Originalstruktur der Anlage nur noch wenig erhalten. Bis dahin bestand Castel Vasio aus einem quadratischen zentral angelegten Bergfried, der mit Ghibellinenzinnen versehen war. An den Bergfried lehnten sich zwei Baukörper an. Wegen der eingeschränkten Fläche auf der Kuppe des Burghügels, muss es sich um eine kleinere Burg gehandelt haben. Die Anlage war von einer Burgmauer umgeben, die an der Straßenseite mit einer Zwingermauer und Ravelin zusätzlich verstärkt war. Das Burgtor war mit einem kleinen Burggraben und Zugbrücke zusätzlich geschützt. Im Laufe des 14. Jahrhunderts wurden nach Gorfer die Wohn- und Wirtschaftsgebäude am Bergfried vergrößert und erhöht.
Erhalten geblieben sind Teile des Bergfriedes, der eine Seitenlänge von jeweils 8 m aufweist und eine Mauerstärke zwischen 1 und 2,5 m besitzt. Zur Burg gehörte auch eine Burgkapelle, die bis 1749 dokumentiert ist und später bei den Umbauarbeiten im Bauernhaus integriert wurde. Nach Tabarelli-Conti handelte es sich bei Castel Vasio um einen außergewöhnlichen Bau, dessen Verlust umso schmerzlicher ist.
Castel Vasio ist sowohl auf der großen Tirol-Karte von Matthias Burglechner als auch im Codex Brandis festgehalten, und beide in der ersten Hälfte des 17. Jahrhunderts entstanden sind. Sie zeigen die Burg in groben Zügen in ihrem Originalzustand vor den im 18. Jahrhundert durchgeführten Restaurierungsarbeiten.